# Kobieta w czasach katedr
Kobieta w czasach katedr, fr. La femme au temps des cathédrales – książka autorstwa francuskiej historyk Régine Pernoud. Po raz pierwszy ukazała się w 1980. W Polsce została wydana w 1990. Autorka prezentuje spojrzenie na rolę kobiet w średniowieczu niespotykane w „tradycyjnych” podręcznikach.